# لوئیجی کاستاگنولا
لوئیجی کاستاگنولا (انگلیسی: Luigi Castagnola؛ زادهٔ ۱۴ مارس ۱۹۵۳) بازیکن واترپلو، و سیاستمدار اهل ایتالیا است.